# Hán Linh Đế
Hán Linh Đế (chữ Hán: 漢靈帝; 156 - 189), húy Lưu Hoành (劉宏), là vị Hoàng đế thứ 12 của thời Đông Hán, và cũng là Hoàng đế thứ 27 của triều đại nhà Hán trong lịch sử Trung Quốc. Ông tại vị từ năm 168 đến năm 189, tổng 22 năm.
Dưới thời đại của Hán Linh Đế, nền chính trị nhà Hán tiếp tục rơi vào khủng hoảng. Bên cạnh các thế lực ngoại thích cùng hoạn quan đối chọi nhau, thời kỳ Hán Linh Đế còn phải trải qua Khởi nghĩa Khăn Vàng có quy mô rất lớn. Dù Đại tướng quân Hà Tiến thành công bình định cuộc phản loạn này, song cơ bản đã khiến Đông Hán bước đến thời kỳ cáo chung.
Thời đại Linh Đế trị vì đã chứng kiến một sự thối nát cùng cực của chính quyền, khi hoạn quan thao túng, ngoại thích họ Đổng của mẹ ông là Hiếu Nhân Đổng hậu vơ vét tiền tài, còn công khai "mua quan bán chức" có quy mô cấp triều đình. Thời của ông thường được gộp với người đời trước là Hán Hoàn Đế, được gọi là Hoàn Linh (桓靈), một chuỗi thời kỳ được xem là đen tối cùng cực của Đông Hán. Thừa tướng nhà Thục Hán là Gia Cát Lượng khi viết Xuất sư biểu, đã phải thốt lên: "Thở dài thống hận với Hoàn, Linh", cũng phần nào cho thấy sự thối rữa cùng cực của nhà Hán được các sĩ nhân phù Hán như Gia Cát Lượng nhận định đều từ hai đời Hoàn Đế và Linh Đế vậy.

## Thân thế
Lưu Hoành sinh năm Vĩnh Thọ thứ 2 (156) thời Hán Hoàn Đế. Thân phụ là Giải Độc Đình hầu Lưu Trường (劉萇) - cháu 4 đời của Hán Chương Đế, được phong tước Giải Độc Đình hầu tại đất Hà Giang quốc, khu vực thuộc tỉnh Hà Bắc, Trung Quốc hiện nay. Thân mẫu là Đổng phu nhân, cũng là người Hà Giang. Hán Chương Đế có người con thứ là Lưu Khai (劉開), Lưu Khai sinh Lưu Thục (劉淑), Lưu Thục sinh Lưu Trường, Lưu Trường sinh Lưu Hoành. Sau khi Lưu Trường qua đời, Lưu Hoành nối cha làm Giải Độc đình hầu.
Năm Vĩnh Khang nguyên niên (167), mùa đông, ngày 28 tháng 12, Hán Hoàn Đế băng hà. Ngày hôm sau, Đậu hoàng hậu trở thành Hoàng thái hậu. Khi ấy Hán Hoàn Đế qua đời mà không có con, nên Đậu Thái hậu tiến hành chọn người kế vị. Cha của Thái hậu là Thành môn Giáo úy Đậu Vũ hỏi Ngự sử người Hà Giang tên Lưu Thúc, dò hỏi xem trong Hà Giang có ai ưu tú, thì Thúc tiến cử Giải Độc đình hầu Lưu Hoành. Đậu Vũ vào cung báo lên Thái hậu.
Năm Kiến Ninh nguyên niên (168), tháng giêng, Đậu Thái hậu sai Tào Tiết cầm Phù tiết, dùng Hoàng môn Hổ bí Vũ Lâm quân hơn 1.000 người đưa xa giá đi đến Hà Giang quốc để rước Giải Độc Đình hầu Lưu Hoành nhập cung. Sang ngày 21 tháng 1 (tức ngày 17 tháng 2 dương lịch), Giải Độc Đình hầu Lưu Hoành mới 12 tuổi nối ngôi, sử gọi Hán Linh Đế. Đậu Thái hậu phong Thành môn Giáo úy Đậu Vũ làm Đại tướng quân, cùng Thái phó Trần Phồn và Tư đồ Hồ Quảng (鬍廣) cùng làm phụ chính cho Hán Linh Đế.
Sau đó, Linh Đế cho truy tôn cha là Lưu Trường làm Hiếu Nhân hoàng (孝仁皇), lăng tẩm là Thận lăng; còn mẹ Đổng phu nhân thành Thận Viên Quý nhân (慎園貴人) theo cựu lệ của nhà Hán.

## Cai trị

### Hoạn quan trừ ngoại thích
Sau khi nắm đại quyền, Đậu Vũ và Trần Phồn đều muốn cố gắng khôi phục lại trật tự của nhà Hán, tiêu diệt sạch quyền lực của các hoạn quan. Hai người khôi phục lại tước vị của những nạn nhân bị các hoạn quan buộc tội trước đây, biến họ thành thế lực chống lại hoạn quan.
Năm Kiến Ninh nguyên niên (168), Đậu Vũ và Trần Phồn lên kế hoạch trừ khử các hoạn quan do Vương Phủ (王甫) cùng Tào Tiết cầm đầu. Trần Phồn nói:"Trung thường thị Tào Tiết, Vương Phủ khi hầu cận Tiên đế đã làm dấy động chính sự quốc gia, chướng khí mù mịt, bá tánh hỗn loạn, tội họa chính là bọn họ. Hiện tại không giết bọn chúng, đại sự không thành". Đậu Vũ phi thường tán thành, sau đó sắp đặt các thân tín là Thượng thư lệnh Doãn Huân (尹勋), Thị trung Lưu Du (刘瑜), lại mời Thái thú Việt Tây là Tuân Dực (荀翌) làm Tòng sự Trung lang, người Dĩnh Xuyên là Trần Thực làm Duyện thuộc, đồng thương định kế sách, văn sĩ khắp thiên hạ không ai là không phấn chấn. Đậu Vũ từng bàn định kế hoạch với Đậu Thái hậu, nhưng Thái hậu mãi không hề quyết, sự việc cứ bị trì kéo mãi.
Tháng 8, sao Thái Bạch xuất hiện, Lưu Du viết thư cho Trần Phồn cùng Đậu Vũ, khuyên răn đại sự không thể đợi được nữa. Thế là Đậu Vũ dùng quyền thủ phụ ra lệnh bãi miễn Hoàng môn lệnh Ngụy Bưu (魏彪), lấy người của mình là Tiểu hoàng môn Sơn Băng (山冰) thay thế, lại bắt giam Trường Lạc Thượng thư Trịnh Táp (郑飒) vốn là kẻ giảo hoạt vào Bắc ngục. Trần Phồn khuyên nên giết Trịnh Táp, nhưng Đậu Vũ không nghe, lệnh Sơn Băng cùng Doãn Huân thẩm vấn, lời khai khai ra Tào Tiết cùng Vương Phủ, thế là lại tra khảo Tào, Vương trong ngục.
Hoạn quan Chu Vũ (朱瑀) là người được phong làm Tư lệ Giáo úy (司隶校尉), nhìn lén tấu chương phát hiện kế hoạch Trần Phồn cùng Đậu Vũ lên kế hoạch giết toàn bộ hoạn quan, Vũ tri hô:""Hoạn quan phóng túng phi pháp đương nhiên có thể sát. Ta có tội gì? Vì lý gì phải cũng bị diệt tộc?", thế là Chu Vũ lên một âm mưu với 17 hoạn quan khác để phát động chính biến chống Trần Phồn và Đậu Vũ. Tào Tiết cùng các hoạn quan khác vào tẩm cung bắt cóc Hán Linh Đế, bàn mưu cùng nhau làm ra một chiếu chỉ giả, bổ nhiệm Trường lạc thực giám Vương Phủ làm Hoàng môn lệnh (黄门令), mang quân giết Doãn Huân cùng Sơn Băng để giải cứu Trịnh Táp, sau đó họ vào cung bắt cóc Đậu Thái hậu để đoạt tỉ thụ, ban hành chiếu lệnh sai Trịnh Táp cấm Tiết phù để bắt Đậu Vũ. Biết sự việc đại họa, Đậu Vũ giết chết sứ giả, chỉ huy mấy ngàn quân đóng ở Đô Đình (thuộc Lạc Dương, Hà Nam, Trung Quốc), giao chiến ác liệt với quân Hổ bôn và quân Vũ lâm của Vương Phủ, nhưng cuối cùng ông bị thua trận và buộc phải tự sát. Trần Phồn cũng tham chiến và bị bắt giết.
Sau đó, Đậu Vũ cùng Trần Phồn bị bêu đầu ở kinh thành Lạc Dương, gia đình ông bị lưu đày đến quận Nhật Nam (thuộc Trung Bộ Việt Nam hiện nay), những người trong họ và tân khách bị giết chết. Đậu Thái hậu bị buộc phải rút lui khỏi vai trò nhiếp chính và bị quản thúc ở Nam Cung, tức Trường Lạc cung.

### Hỏng chính sự
Năm Kiến Ninh thứ 2 (169), Đậu Thái hậu sau sự kiện trên thì rút vào hậu cung. Hoàng quyền có biến, Hán Linh Đế nhân đó bèn cho người đón mẹ ruột là Đổng phu nhân vào cung, tôn xưng Hiếu Nhân hoàng hậu (孝仁皇后). Cháu trai trong họ của Đổng hậu là Đổng Trọng (董重) được vào triều làm Phiêu kỵ tướng quân (骠骑将军).
Năm đó, Đốc bưu của quận Sơn Dương là Trương Kiệm (张俭) buộc tội Trung thường thị Hầu Lãm (侯览) nhân danh về quê tảo mộ cho mẹ, đã phô trương thanh thế, quấy nhiễu dân chúng. Điều này chọc giận Hầu Lãm, thế là Hầu Lãm liên kết với người trong đảng phái của mình thượng thư buộc tội Trương Kiệm cùng 24 vị danh sĩ khác kết bè kéo đảng, gây họa chính trị. Khi Linh Đế nhìn thấy tấu chương, hỏi thân tín Tào Tiết, và Tào Tiết phụ họa theo Hầu Lãm, rốt cuộc khiến Linh Đế phê duyệt. Cuối cùng đòn đánh chính trị này của Hầu Lãm đã diễn ra một đợt càn quét đảng người sĩ phu, người đào vong, người bị bắt rồi giết lên đến 700 người. Đây gọi là Đảng cố chi họa (党锢之祸) lần thứ hai của thời Đông Hán, lần thứ nhất diễn ra vào năm Vĩnh Khang (167) thời Hán Hoàn Đế.
Trong thời gian Linh Đế tại vị, hoàng quyền suy yếu do các hoạn quan đều nắm hết mấu chốt chính trị. Sau khi họ Đậu bị diệt, đã hình thành nên 10 thế lực hoạn quan mạnh nhất đương thời. Trong đó có: Trương Nhượng, Triệu Trung, Tào Tiết, Phong Tư, Đoàn Khuê, Hầu Lãm, Quách Thắng, Kiển Thạc, Hạ Huy, Trình Khoáng; đương thời gọi là Thập thường thị (十常侍). Thời kỳ Linh Đế trị vì là thời gian mà hoạn quan đời Hán nắm chính quyền lâu nhất trong lịch sử. Thời kỳ đầu, Vương Phủ cùng Tào Tiết là hai hoạn quan thân tín nhất của Linh Đế, sau đó Vương Phủ bị Dương Cầu (阳球) hại chết, Tào Tiết chết già, thì đến Trương Nhượng nổi lên, Linh Đế kính trọng Trương Nhượng xem như cha đẻ vậy.
Linh Đế từ nhỏ bị bao vây bởi các thế lực, lớn lên cũng bị đánh giá là kém về khả năng chính trị. Sau nhiều đợt thanh trừng của ngoại thích và hoạn quan, Linh Đế không chăm lo triều chính nữa mà chỉ đam mê tửu sắc và hưởng lạc. Long xa ông dùng không lấy ngựa kéo mà thay bằng lừa kéo, tung hoành khắp nơi mà không có quy củ. Vì chán cảnh sống nhàm trong cung, ông sai các cung nữ mở quán trọ trong cấm thành, còn mình đóng vai khách vào ngủ trọ. Hiếu Nhân Đổng hoàng hậu và những người trong hoàng tộc cũng ăn chơi xa xỉ, đã giục con bán quan chức thu tiền. Năm Quang Hòa nguyên niên (178), ông cho áp dụng chính sách mua bán quan chức: chức Tam công bán 10 triệu, tước Hầu bán 5 triệu. Tào Tung, cha của Tào Tháo đã bỏ tiền ra mua được chức Thái úy trong dịp này. Do Hoàng đế cho mua quan bán chức, những người mua được chức quan lại bóc lột của dân nặng nề để thu lại tiền bỏ ra. Triều đình thu sưu cao thuế nặng nên đời sống nhân dân rất cực khổ.
Năm Quang Hòa thứ 3 (180), Linh Đế lập người quận Nam Dương là Hà quý nhân làm Hoàng hậu, anh Hà hậu là Hà Tiến cũng được phong Đại tướng trong triều, trở thành ngoại thích mới.

### Loạn lạc khắp nơi
Do nạn quan tham tràn lan, nhiều nơi nhân dân nổi dậy làm phản, đồng thời một số trấn địa phương cũng không tuân phục triều đình. Năm Quang Hòa thứ 7 (184), anh em Trương Giác nổi dậy một cuộc khởi nghĩa có quy mô lớn, được sử gọi là loạn Khăn Vàng. Phía Tây bắc, Mã Đằng cùng Hàn Toại, Vương Quốc chiếm lĩnh Tây Lương. Phía Nam, Quan Hộc tự xưng là Bình Thiên tướng quân, Hứa Sinh nổi dậy ở Cú Chương thuộc Dương châu. Phía Bắc, Quách Đại nổi lên ở Bạch Ba.
Theo ý kiến của Hà Tiến, Hán Linh Đế kêu gọi các trấn mang quân tiếp ứng giúp triều đình. Cuối cùng các cuộc nổi dậy đều bị dẹp. Tình hình tạm yên, Linh Đế lại trọng dụng các hoạn quan. Hai vị tướng có công dẹp loạn là Hoàng Phủ Tung và Lư Thực bị hoạn quan gièm pha nên bị hạch tội và tước quân công ngoài chiến trường. Hoạn quan Trương Nhượng từng thông đồng với quân Khăn Vàng lại được ghi công đầu dẹp loạn. Hán Linh Đế còn cho hoạn quan Kiển Thạc (蹇硕) lên chức Thượng quân Giáo úy, cầm quyền chỉ huy quân đội. Các sử gia đánh giá quyết định này là sai lầm lớn của Hán Linh Đế khi ông buộc Hà Tiến phải dưới quyền Kiển Thạc khiến cho hai người mâu thuẫn gay gắt thêm, dẫn tới khởi đầu cho loạn lạc trong triều sau này.

## Qua đời
Vào lúc này các hoàng tử lớn lên, Hán Linh Đế cần quyết định chọn ngôi vị Thái tử. Lưu Biện là con trai của Hà hoàng hậu, lại là con trưởng, nhưng Hán Linh Đế thấy đứa con này không đủ trí tuệ, không thể làm Tự quân, mà rất thích Lưu Hiệp là con của Vương mỹ nhân quá cố. Tuy vậy, Linh Đế khi ấy đang sủng ái Hà hậu, lại có anh trai của Hà hậu là Hà Tiến nhậm chức Đại tướng quân, quyền lực rất lớn, nên Hán Linh Đế chần chừ không quyết.
Năm Trung Bình thứ 6 (189), Hán Linh Đế hấp hối. Trước khi qua đời, Linh Đế giao phó Lưu Hiệp cho Thượng quân Giáo úy Kiển Thạc (蹇硕), hòng hi vọng Lưu Hiệp có thể kế thừa Hoàng vị. Cùng năm, ngày 11 tháng 4 (tức ngày 13 tháng 5 dương lịch), ông băng hà tại Gia Đức điện (嘉德殿) ở Nam Cung, hưởng dương 33 tuổi, tại ngôi 22 năm, thụy hiệu là Hiếu Linh hoàng đế (孝靈皇帝). Ngày 17 tháng 6 (tức ngày 17 tháng 7 dương lịch), ông được an táng vào Văn Lăng (文陵).
Kiển Thạc muốn giết Hà Tiến trước để đoạt quyền, nên cho mời Hà Tiến vào hậu cung. Khi ấy, Tư mã Phan Ẩn (潘隐) thông đồng Hà Tiến, ra hiệu cho Hà Tiến biết mối nguy, nên Hà Tiến trở về đại doanh củng cố lực lượng. Sự việc này là tiền đề để Hoàng tử Biện lên ngôi. Hai ngày sau khi Linh Đế băng hà, Hoàng tử Lưu Biện ở trước linh cữu của Linh Đế đăng cơ, năm ấy 14 tuổi, tức Hán Thiếu Đế. Tháng 8 năm ấy, Lưu Biện bị Đổng Trác phế, con thứ Lưu Hiệp kế vị, tức Hán Hiến Đế.

## Niên hiệu
Trong thời gian ở ngôi, Hán Linh Đế dùng các niên hiệu:
- Kiến Ninh (建寧; 168 – 172)
- Hy Bình (熹平; 172 – 178)
- Quang Hòa (光和; 178-184)
- Trung Bình (中平; 184-189)

## Gia đình
| \| \| \| \| \| \| \| \| \| \| \| \| \| \| \| \| \| \| \| \| Cao tổ phụ：Túc Tông Hiếu Chương hoàng đế Lưu Đát \| \| \| \| \| \| \| \| \| \| \| \| \| \| \| \| \| \| \| \| \| \| \| \| \| \| \| \| \| \| \| \| \| \| \| \| \| \| \| \| \| \| \| \| \| \| \| \| \| \| \| \| \| \| Tằng tổ phụ： Hiếu Mục hoàng Lưu Khai (truy tôn) \| \| \| \| \| \| \| \| \| \| \| \| \| \| \| \| \| \| \| \| \| \| \| \| \| \| \| \| \| \| \| \| \| \| \| \| \| \| \| \| \| \| \| \| \| \| \| \| \| \| \| \| \| \| Cao tổ mẫu： Quý nhân Điền thị \| \| \| \| \| \| \| \| \| \| \| \| \| \| \| \| \| \| \| \| \| \| \| \| \| \| \| \| \| \| \| \| \| \| \| \| \| \| \| \| \| \| \| \| \| \| \| \| \| \| \| \| \| \| Tổ phụ： Hiếu Nguyên hoàng Lưu Thục (truy tôn) \| \| \| \| \| \| \| \| \| \| \| \| \| \| \| \| \| \| \| \| \| \| \| \| \| \| \| \| \| \| \| \| \| \| \| \| \| \| \| \| \| \| \| \| \| \| \| \| \| \| \| \| \| \| Tằng tổ mẫu： Hiếu Mục hoàng hậu Triệu thị (truy tôn) \| \| \| \| \| \| \| \| \| \| \| \| \| \| \| \| \| \| \| \| \| \| \| \| \| \| \| \| \| \| \| \| \| \| \| \| \| \| \| \| \| \| \| \| \| \| \| \| \| \| \| \| \| \| Cha： Hiếu Nhân hoàng Lưu Trường (truy tôn) \| \| \| \| \| \| \| \| \| \| \| \| \| \| \| \| \| \| \| \| \| \| \| \| \| \| \| \| \| \| \| \| \| \| \| \| \| \| \| \| \| \| \| \| \| \| \| \| \| \| \| \| \| \| Tổ mẫu： Hiếu Nguyên hoàng hậu Hạ thị (truy tôn) \| \| \| \| \| \| \| \| \| \| \| \| \| \| \| \| \| \| \| \| \| \| \| \| \| \| \| \| \| \| \| \| \| \| \| \| \| \| \| \| \| \| \| \| \| \| \| \| \| \| \| \| \| \| Hiếu Linh hoàng đế Lưu Hoành \| \| \| \| \| \| \| \| \| \| \| \| \| \| \| \| \| \| \| \| \| \| \| \| \| \| \| \| \| \| \| \| \| \| \| \| \| \| \| \| \| \| \| \| \| \| \| \| \| \| \| \| \| \| Mẹ： Hiếu Nhân hoàng hậu Đổng thị \| \| \| \| \| \| \| \| \| \| \| \| \| \| \| \| \| \| \| \| \| \| \| \| \| \| \| \| \| \| \| \| \| \| \| \| \| \| \| \| \| \| \| \| \| \| \| \| \| \| \| \| |                                                       |  |  |  |  |  |  |  |  |  |  |  |  |  |  |  |
| |                                                       |  |  |  |  |  |  |  |  |  |  |  |  |  |  |  |
| | Cao tổ phụ：Túc Tông Hiếu Chương hoàng đế Lưu Đát     |  |  |  |  |  |  |  |  |  |  |  |  |  |  |  |
| |                                                       |  |  |  |  |  |  |  |  |  |  |  |  |  |  |  |
| |                                                       |  |  |  |  |  |  |  |  |  |  |  |  |  |  |  |
| | Tằng tổ phụ： Hiếu Mục hoàng Lưu Khai (truy tôn)      |  |  |  |  |  |  |  |  |  |  |  |  |  |  |  |
| |                                                       |  |  |  |  |  |  |  |  |  |  |  |  |  |  |  |
| |                                                       |  |  |  |  |  |  |  |  |  |  |  |  |  |  |  |
| | Cao tổ mẫu： Quý nhân Điền thị                        |  |  |  |  |  |  |  |  |  |  |  |  |  |  |  |
| |                                                       |  |  |  |  |  |  |  |  |  |  |  |  |  |  |  |
| |                                                       |  |  |  |  |  |  |  |  |  |  |  |  |  |  |  |
| | Tổ phụ： Hiếu Nguyên hoàng Lưu Thục (truy tôn)        |  |  |  |  |  |  |  |  |  |  |  |  |  |  |  |
| |                                                       |  |  |  |  |  |  |  |  |  |  |  |  |  |  |  |
| |                                                       |  |  |  |  |  |  |  |  |  |  |  |  |  |  |  |
| | Tằng tổ mẫu： Hiếu Mục hoàng hậu Triệu thị (truy tôn) |  |  |  |  |  |  |  |  |  |  |  |  |  |  |  |
| |                                                       |  |  |  |  |  |  |  |  |  |  |  |  |  |  |  |
| |                                                       |  |  |  |  |  |  |  |  |  |  |  |  |  |  |  |
| | Cha： Hiếu Nhân hoàng Lưu Trường (truy tôn)           |  |  |  |  |  |  |  |  |  |  |  |  |  |  |  |
| |                                                       |  |  |  |  |  |  |  |  |  |  |  |  |  |  |  |
| |                                                       |  |  |  |  |  |  |  |  |  |  |  |  |  |  |  |
| | Tổ mẫu： Hiếu Nguyên hoàng hậu Hạ thị (truy tôn)      |  |  |  |  |  |  |  |  |  |  |  |  |  |  |  |
| |                                                       |  |  |  |  |  |  |  |  |  |  |  |  |  |  |  |
| |                                                       |  |  |  |  |  |  |  |  |  |  |  |  |  |  |  |
| | Hiếu Linh hoàng đế Lưu Hoành                          |  |  |  |  |  |  |  |  |  |  |  |  |  |  |  |
| |                                                       |  |  |  |  |  |  |  |  |  |  |  |  |  |  |  |
| |                                                       |  |  |  |  |  |  |  |  |  |  |  |  |  |  |  |
| | Mẹ： Hiếu Nhân hoàng hậu Đổng thị                     |  |  |  |  |  |  |  |  |  |  |  |  |  |  |  |
| |                                                       |  |  |  |  |  |  |  |  |  |  |  |  |  |  |  |
| |                                                       |  |  |  |  |  |  |  |  |  |  |  |  |  |  |  |

- Thân phụ: Giải Độc Đình hầu Lưu Trường [劉萇], thụy Hiếu Nhân hoàng (孝仁皇).
- Thân mẫu: Hiếu Nhân Đổng hoàng hậu.
- Hậu phi:

1. Tống hoàng hậu, bị phế.
2. Linh Tư Hà Hoàng hậu, mẹ của Lưu Biện.
3. Vương Vinh, mẹ của Lưu Hiệp, sau được truy tôn Linh Hoài hoàng hậu.

- Hậu duệ:

1. Hán Thiếu Đế Lưu Biện [劉辯].
2. Hán Hiến Đế Lưu Hiệp [劉協].
3. Vạn Niên công chúa [萬年公主].